# Howard DGA-15
El Howard DGA-15 fue un avión civil monomotor producido en los Estados Unidos por la Howard Aircraft Corporation desde 1939 hasta 1944. Después de la entrada de los Estados Unidos en la Segunda Guerra Mundial, fue construido en grandes cantidades para la Armada de los Estados Unidos y también desempeñó varios papeles en las Fuerzas Aéreas del Ejército de los Estados Unidos.

## Diseño y desarrollo
La Howard Aircraft Company (más tarde Howard Aircraft Corporation) fue formada en 1936 para construir derivados comerciales del Howard DGA-6 (bautizado Mister Mulligan), un exitoso avión de carreras de 4 asientos que había ganado tanto el Trofeo Bendix como el Thompson en 1935, siendo el único avión en ganar ambas carreras. Estos éxitos sí que llamaron la atención sobre la serie DGA, y Howard produjo una serie de modelos muy relacionados que se diferenciaban principalmente en el modelo de motor, consistente en los DGA-7, -8, -9, -11, y -12. Ofreciendo altas prestaciones y estando exhaustivamente equipados, a pesar del alto precio de compra (vendiéndose el DGA-11 a 17 865 dólares), se convirtieron en codiciados aviones propiedad de corporaciones, gente adinerada y estrellas de cine, como Wallace Beery, quien él mismo era piloto (en la película Bugsy, Warren Beatty, interpretando al personaje principal, vuela desde Los Ángeles a Las Vegas en un Howard DGA-15 rojo). 
En 1939, la Howard Aircraft Corporation produjo un nuevo desarrollo del diseño básico, el DGA-15. Como sus predecesores, el DGA-15 era un monoplano de ala alta monomotor con alas de madera y fuselaje de tubos de acero, pero se distinguía por un fuselaje más largo y ancho, permitiendo que cinco personas se sentaran cómodamente. Estaba disponible en varias versiones, difiriendo en el motor equipado. El DGA-15P estaba propulsado por un motor radial Pratt & Whitney Wasp Junior, mientras que el DGA-15J usaba un Jacobs L6MB y el DGA-15W un Wright R-760-E2 Whirlwind. En una era en que las aerolíneas estaban volando con Douglas DC-3, los Howard, volando en crucero entre 257,5 y 273,59 km/h, podían alcanzar su velocidad, alcance y confort con un espacio entre asientos que excedía los estándares de las líneas aéreas con una capacidad de limusina, y su alta carga alar les permitía atravesar confortablemente la mayoría de las turbulencias. 

### Segunda Guerra Mundial
Antes del ataque a Pearl Harbor en diciembre de 1941, alrededor de 80 aviones DGA-8 a -15 habían sido construidos en la fábrica de la Howard Aircraft Corporation en la parte sur del Aeropuerto Municipal de Chicago. Con la entrada de Estados Unidos en la Segunda Guerra Mundial, la mayoría de los Howard civiles fueron incautados por los militares. El Ejército los usó como transportes de oficiales y como ambulancias aéreas, con la designación UC-70. A la Armada, en particular, le gustó mucho el avión y firmó un contrato con la Howard Aircraft Corporation para construir cientos de DGA-15P con sus propias especificaciones. Fueron usados de diversas maneras bajo varias designaciones como transporte utilitario de oficiales (GH-1, GH-3), ambulancia aérea (GH-2), y para entrenamiento instrumental (NH-1). Se abrió una segunda fábrica en el aeropuerto de Dupage County, al oeste de Chicago, y finalmente fueron completados alrededor de 520 DGA-15. 

### Años clásicos

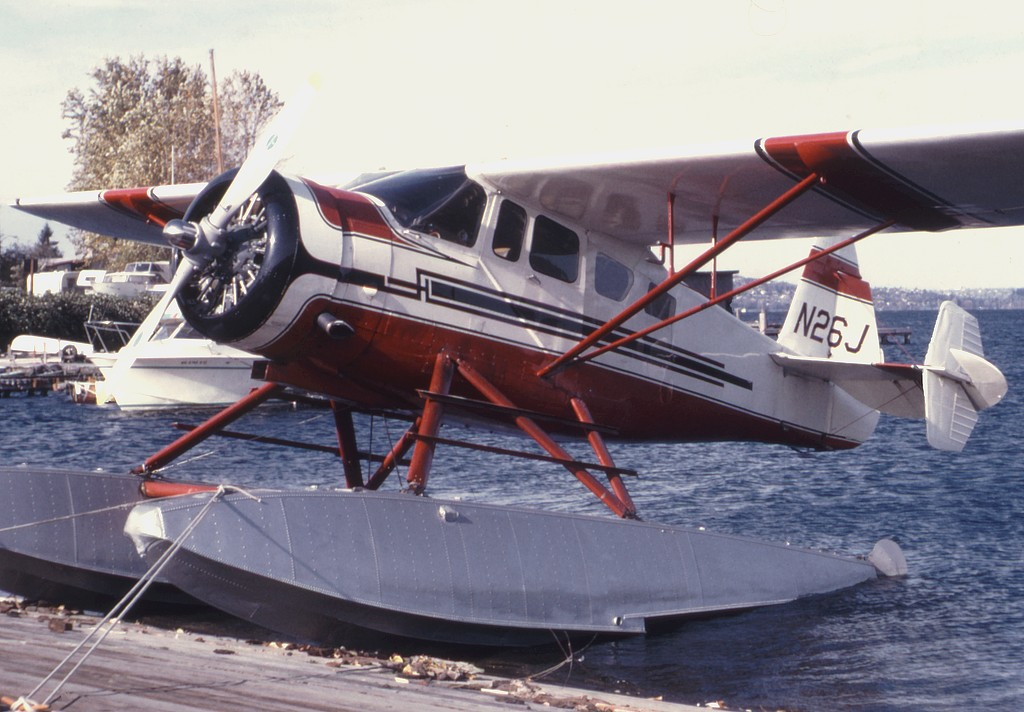
DGA-15P modificado con flotadores y aletas añadidas para mejorar el control. Renton, Seattle, octubre de 1983.

En sus años clásicos, la serie del Howard DGA fue más apreciada por su utilidad que por sus limpias líneas. Los aviones de cabina contemporáneos ya casi se habían convertido en antigüedades, viviendo vidas acomodadas como piezas de exhibición en vez de como aviones de trabajo. En los años 60, fue ofrecida una modificación por la compañía Jobmaster de Renton, Washington, que incluía asientos adicionales, ventanas, y una instalación de flotadores que hacía a los Howard DGA-15 atractivos para los operadores de zonas remotas, y la gran cabina se mostró popular para los paracaidistas como plataforma de salto con bajos costes de capital y de operación. 
Con la mayoría de los Howard DGA retirados del servicio activo comercial, se han convertido en populares como sujetos de restauración y como alternativas a equivalentes más modernos con mayores costes de propiedad. Casi 100 Howard de todas las variantes vuelan todavía, la mayoría DGA-15. Unos pocos DGA-11 todavía vuelan, incluyendo uno de Santa Paula, California, ciudad que es probablemente el cuartel general mundial de los Howard, con al menos cinco aparatos volando desde ese aeródromo.
Soberbios aviones de viaje con mucha mejor visibilidad, espacio delantero y lateral que algunos aviones de cabina contemporáneos, tienen “patas” muy largas con una capacidad de combustible de 571,6 l en tres depósitos montados en el vientre, dándole una autonomía de más de 7 horas, para un alcance, a una velocidad de crucero normal de 240,76 km/h, de más de 1609,34 km. Con aviónica moderna, el Howard puede competir en muchos aspectos con muchos aviones ligeros contemporáneos, gracias a su combinación despacio, confort, velocidad, alcance y capacidad de transporte. Un DGA-15P compitió en la carrera aérea Londres (Inglaterra) a Victoria (Columbia Británica, Canadá) de 1971. 

## Variantes

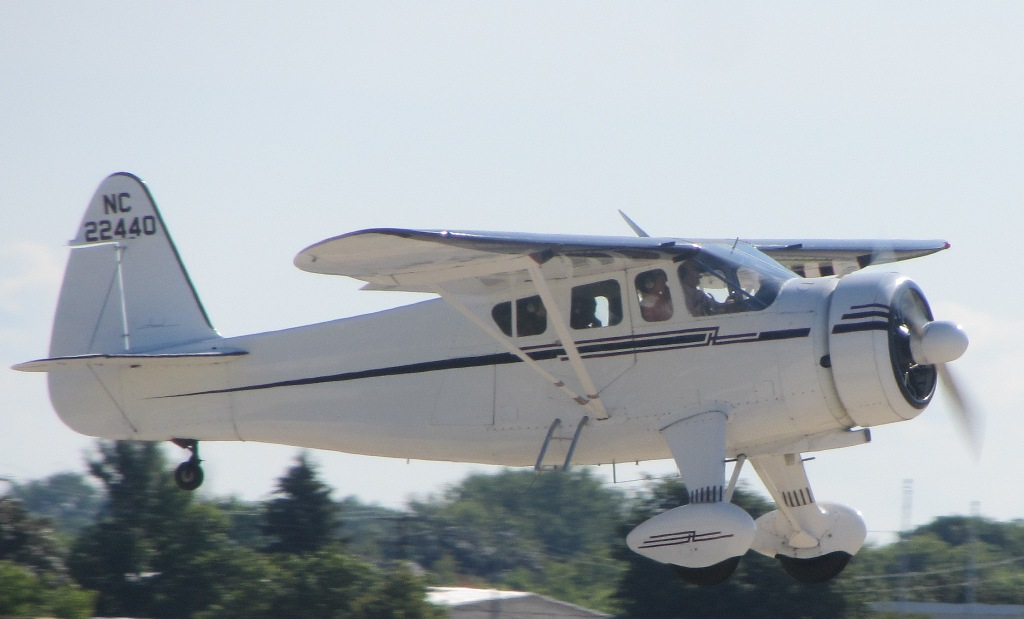
Howard DGA-15P.

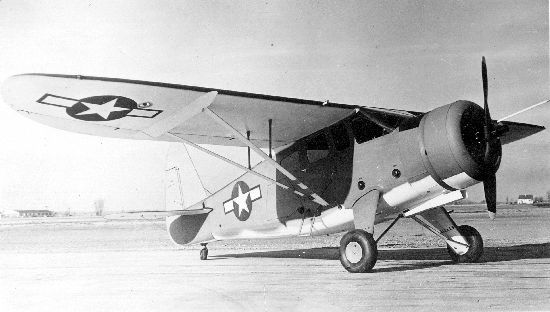
Un GH-2 Nightingale.

DGA-15J
Variante equipada con un motor radial Jacobs L6MB de 246 kW (330 hp).
 DGA-15P
 Variante equipada con un motor radial Pratt & Whitney R-985 de 336 kW (450 hp).
 DGA-15W
 Variante equipada con un motor radial Wright Whiriwind J6-7 de 261 kW (350 hp).

### Designaciones militares

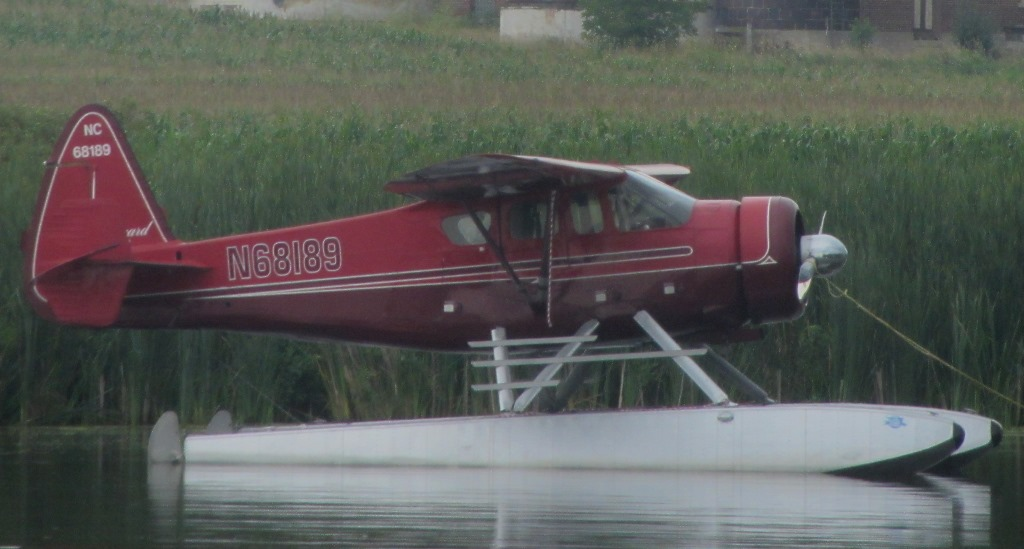
Howard NH-1.

GH-1
 Versión de comunicaciones y enlace del DGA-15P construido para la Armada y Guardacostas de los Estados Unidos, 29 construidos nuevos y cuatro aviones civiles incautados.
 GH-2 Nightingale
 Versión ambulancia para la Armada de los Estados Unidos, 131 construidos.
 GH-3
 Una variante del GH-1 con cambios en el equipamiento, 115 construidos.
NH-1
Variante de entrenamiento instrumental para la Armada de los Estados Unidos, 205 construidos.
UC-70
 Diez DGA-15P civiles incautados por las Fuerzas Aéreas del Ejército de los Estados Unidos y un avión alquilado.
UC-70B
 Cuatro DGA-15J civiles incautados por las Fuerzas Aéreas del Ejército de los Estados Unidos.

## Operadores
Estados Unidos
- Armada de los Estados Unidos
- Fuerzas Aéreas del Ejército de los Estados Unidos

## Especificaciones (DGA-15P)
Referencia datos: Howard Aircraft Foundation

### Características generales
- Tripulación: Uno (piloto)
- Capacidad: Cuatro pasajeros
- Longitud: 7,6 m (25 ft)
- Envergadura: 11,6 m (38 ft)
- Altura: 2,6 m (8,4 ft)
- Superficie alar: 19,5 m² (209,9 ft²)
- Perfil alar: NACA 2R212 (reflejado)
- Peso vacío: 1227 kg (2704,3 lb)
- Peso cargado: 1973 kg (4348,5 lb)
- Peso útil: 746 kg (1644,2 lb)
- Peso máximo al despegue: 1973 kg (4348,5 lb)
- Planta motriz: 1× motor radial de nueve cilindros refrigerado por aire Pratt & Whitney R-985SB Wasp Jr..
  - Potencia: 336 kW (463 HP; 457 CV)

### Rendimiento
- Velocidad máxima operativa (Vno): 437 km/h (272 MPH; 236 kt)
- Alcance: 1480 km (799 nmi; 920 mi)
- Techo de vuelo: 6553 m (21 499 ft)
- Régimen de ascenso: 7,9 m/s (1557 ft/min)

## Aeronaves relacionadas

### Aeronaves similares
- Beech 17 Staggerwing
- Fairchild Model 45
- Spartan Executive
- Waco SRE Aristocrat

### Secuencias de designación
- Secuencia DGA-_ (interna de Howard): ← DGA-9 - DGA-11 - DGA-12 - DGA-15 - DGA-18
- Secuencia G_H (Transportes (monomotores) de la Armada estadounidense, 1939-1941 (Howard, 1941-1944)): GH
- Secuencia N_H (Entrenadores de la Armada estadounidense, 1922-1946 (Howard, 1941-1944)): NH
- Secuencia C-_ (Aviones de Carga del USAAC/USAAF/USAF, 1924-1962): ← C-67 - C-68 - C-69 - C-70/A/B/C/D - C-71 - C-72 - C-73 →